# Bad Brains (Film)
Bad Brains ist ein italienischer Horrorthriller aus dem Jahr 2006. Regie führte Ivan Zuccon, die Hauptdarsteller sind Emanuele Cerman, Valeria Sannino, Christiana Vaccaro und Mateo Tosi.

## Handlung
Davide und Alice sind Geschwister und ein Paar, doch sie verbindet ein dunkles Geheimnis. Als Kinder schon teilten sie die Lust am Töten. Zusammen ermordeten sie ihren Bruder, als er noch ein Baby war. Kurz darauf folgten weitere Morde, zuerst an ihrer Mutter, dann, als sie erwachsen wurden, an weiteren Personen.
Immer auf der Suche nach einer „reinen Seele“, welche sie zur Rechtfertigung ihrer Taten benutzen, sterben zahllose Opfer oder werden von ihnen gefoltert. Verbarrikadiert in einem verlassenen Firmengelände können die Geschwister in Ruhe ihrer „Suche“ nachgehen, bis eines Tages ein Fremder das Lager betritt. Sofort wird er gefesselt und bedroht, doch er zeigt sich unbeeindruckt. Der Fremde behauptet, wenn er stirbt, stirbt Davide auch. Immer, wenn ein Mensch vom Pärchen umgebracht wurde, behauptet er zudem, bluten seine Hände.
Als Alice ihn schließlich doch tötet, fliegt aus seinem Mund eine Motte, die sofort für die immer gesuchte verschwundene Seele gehalten wird. Daraufhin bringt Davide sich um, in der Hoffnung, ein neues Leben durch die Motte zu bekommen. Die Motte taucht als Symbol in einer Sequenz aus der Vergangenheit auf, in welcher Alice mit ihrer Mutter zusammen sitzt und einen Schmetterling zeichnet. Die Mutter entgegnet ihr, dies sei doch eine Motte.
Der Film spielt auf mehreren Ebenen. Die Gegenwart ist Hauptebene des Films, oft werden Sequenzen aus der Vergangenheit eingeblendet, Visionen oder Wahnvorstellungen der Personen und Einblicke in die von den Geschwistern entwickelten „Snuff-Videos“.
Im gesamten Film wird ein besonderes Opfer, die „Puppe“, in einer dunklen Kammer festgehalten und gefoltert. Deutlich desorientiert und blutend tritt die Frau immer wieder ins Geschehen, bis sie zuletzt freigelassen wird, da Davide sich umgebracht hat und Alice schwanger ist und fliehen will. Die Chancen der „Puppe“ zu überleben, sind jedoch gering, da sie entkräftet und verwundet ist.
14 Jahre später betritt (vermutlich) Alices Tochter das leere Gebäude, findet die Aufnahmen des Pärchens, sieht sie sich an, übergibt sich, sieht, dass ihre Hände bluten und läuft ins Bad, um sich zu waschen. Davide erscheint ihr im Spiegel und höhnt ihr zu, dass auch an ihren Händen Blut klebt und mit ihren Worten „Verschwinde aus meinem Kopf“, welche Davide oft in traumartigen Sequenzen zu sich selbst gesagt hat, endet der Film.

## Kritiken
Die Seite Cinefacts erklärte: „Für einen Low-Budget Film wie BAD BRAINS eine ordentliche Umsetzung, welche allerdings einen großen Fehler hat: ‚Der Film wurde gekürzt‘, was nicht unbedingt als Kaufanreiz gewertet werden kann.“
Das Lexikon des internationalen Films fand, das Werk wäre ein „verworrener, blutiger Horrorthriller, der in erster Linie daran interessiert ist, sein erhebliches Maß an Blutzoll unter Dach und Fach zu bringen.“